# Four Rooms
Four Rooms är en amerikansk komedifilm från 1995, regisserad av Allison Anders, Alexandre Rockwell, Robert Rodriguez och Quentin Tarantino. Den är uppdelad i fyra olika historier och varje del är regisserad och skriven av de fyra olika regissörerna.

## Handling
De fyra historierna tar plats i fyra olika rum på Mon Signor hotell i Los Angeles under nyårsafton. Huvudrollen som piccolon Ted spelas av Tim Roth och han kommer att besöka alla fyra rum och får uppleva en märklig natt han aldrig kommer att glömma.

### Smekmånadssviten - "Den saknade ingrediensen"
- Regisserad och skriven av Allison Anders.

I Smekmånadssviten håller några vackra häxor på med att tillaga en häxdryck som ska ta bort en förbannelse på deras gudinna som blev till sten av en svartsjuk man för 40 år sedan. Alla har med sig en varsin ingrediens och lägger en efter en i ihopkoket, men den sista fattas på grund av att Eva svalde sperman från sin älskare. Eva får uppgiften att förföra Ted för att få tag på ingrediensen som saknas.
| Valeria Golino    | – Athena  |
| Madonna           | – Elspeth |
| Ione Skye         | – Eva     |
| Lili Taylor       | – Raven   |
| Alicia Witt       | – Kiva    |
| Sammi Davis       | – Jezebel |
| Amanda de Cadenet | – Diana   |

### Rum 404 - "Fel man"
- Regisserad och skriven av Alexandre Rockwell.

En gäst från ett partyrum ringer efter Ted och ber honom att hämta en hink med is. Han är dock osäker på vilket rum det är på men säger till slut att det är rum 404. Men när Ted anländer dit så träffar han på en galen man, Siegfried, med pistol som håller sin hustru Angela som gisslan. Siegfried, som kallar Ted för Theodore, anklagar honom för att ha haft sex med hans fru. 
| David Proval    | – Siegfried             |
| Jennifer Beals  | – Angela                |
| Lawrence Bender | – Long Hair Yuppie Scum |

### Rum 309 - "Olydiga barn"
- Regisserad och skriven av Robert Rodriguez.

Ett par planerar att gå ut med sina barn på nyårsafton, men tänker att det skulle vara "roligare" utan barnen. De ringer efter Ted och erbjuder honom $500 för att se till deras två barn varje halvtimme. Det hela slutar med att barnen tittar på porr-TV, röker cigaretter, dricker champagne, fördärvar rummet och hittar ett lik i undre bädden på sängen.
| Antonio Banderas   | – mannen                |
| Tamlyn Tomita      | – hustrun               |
| Lana McKissack     | – Sarah                 |
| Danny Verduzco     | – Juancho               |
| Salma Hayek        | – dansande flicka på TV |
| Patricia Rodriguez | – liket                 |

### Takvåningen - "Mannen från Hollywood"
- Regisserad och skriven av Quentin Tarantino.

Efter händelserna i rum 309 ringer Ted efter sin chef, Betty och förklarar att han har fått nog och vill säga upp sig. Men Betty vill att han skall gå upp till takvåningen för att göra en liten tjänst åt den kända regissören Chester Rush innan Ted slutar. Chester ber Ted att hämta en träbit, hink med is och en vass slaktarkniv. Chester Rush har nämligen slagit vad med sin vän Norman. Norman skall försöka att tända sin zippo tio gånger i rad. Om Norman lyckas så får han Chesters bil, men om han misslyckas så kommer hans lillfinger att amputeras. Detta skådespel är baserad på avsnittet "Man from the South" från Alfred Hitchcock presenterar. De vill att Ted skall bli den som hugger av fingret om Norman förlorar. Ted protesterar först men går senare med på det när Chester erbjuder honom $1 000.
| Quentin Tarantino | – Chester Rush      |
| Paul Calderón     | – Norman            |
| Bruce Willis      | – Leo (okrediterad) |
| Jennifer Beals    | – Angela            |
| Marisa Tomei      | – Margaret          |
| Kathy Griffin     | – Betty             |